# Ілан Папе
Ілан Паппе (івр. אילן פפה [iˈlan paˈpe]; 7 листопада 1954) — ізраїльський історик, політолог і колишній політик. Професор Коледжу соціальних наук і міжнародних досліджень Університету Ексетера у Великобританії, директор університетського Європейського центру досліджень Палестини й співдиректор Ексетерського центру етнополітичних досліджень.
Паппе народився в Хайфі, Ізраїль. До приїзду до Сполученого Королівства був старшим викладачем політології в Хайфському університеті (1984–2007) й головою Інституту палестинських й ізраїльських досліджень Еміля Туми в Хайфі (2000–2008). Ілан є автором книг «Десять мітів про Ізраїль» (2017), «Етнічні чистки Палестини» (2006), «Сучасний Близький Схід » (2005), «Історія сучасної Палестини: одна земля, два народи» (2003), «Британія і арабо-ізраїльський конфлікт (1988). Він також був провідним членом ізраїльської політичної партії Хадаш і кандидатом у партійному списку на ізраїльських парламентських виборах 1996 і 1999 року.
Паппе — один із Нових істориків Ізраїлю; після публікації відповідних британських й ізраїльських урядових документів на початку 1980-х років він запропонував нетрадиційний погляд на заснування Ізраїлю 1948 року й відповідну Втечу 700 000 палестинських арабів зі своєї землі. Він писав, що рішення про виселення не було випадковим, як стверджували інші історики, а являло собою сплановану етнічну чистку відповідно до плану Далет, який у 1947 році склали майбутні лідери Ізраїлю. В інтерв’ю 2004 року Паппе казав: «Мета завжди була і залишається такою, щоби контролювати якомога більше Палестини з якомога меншою кількістю палестинців». Він звинуватив постання Ізраїлю у відсутності миру на Близькому Сході, стверджуючи, що сіонізм є більш небезпечним, ніж ісламська войовничість, і закликав до міжнародного бойкоту ізраїльських науковців.
Що стосується ізраїльсько-палестинського конфлікту, Паппе підтримує варіант єдиної держави, який передбачає унітарну державу як для палестинців, так і для ізраїльтян. Його роботу як підтримували, так і критикували інші історики. Перед тим, як Ілан покинув Ізраїль у 2008 році, його засудили в Кнесеті; міністр освіти закликав його звільнити; його фотографія з’явилася в газеті в центрі мішені; і йому кілька разів погрожували вбивством.

## Молодість і освіта
Паппе народився в Хайфі, Ізраїль, у родині євреїв-ашкеназі. Його батьки були німецькими євреями, які втекли від нацистських переслідувань у 1930-х роках. У віці 18 років він був призваний до Армії оборони Ізраїлю (ЦАГАЛ) і служив на Голанських висотах під час війни Судного дня в 1973 році, закінчив Єврейський університет Єрусалиму 1978 року зі ступенем бакалавра мистецтв (BA). Потім він переїхав до Англії, щоби вивчати історію в Оксфордському університеті, отримавши ступінь доктора філософії (DPhil) у 1984 році під керівництвом британських істориків Альберта Гурані та Роджера Оуена. Його докторська дисертація називалася «Зовнішня політика Британії на Близькому Сході, 1948-1951: Британія та арабо-ізраїльський конфлікт», яка згодом перетворилася на його першу книгу під назвою «Великобританія та арабо-ізраїльський конфлікт» . 

## Академічна кар'єра
Паппе був старшим викладачем на кафедрі історії Близького Сходу та на кафедрі політичних наук Хайфського університету з 1984 по 2006 рік. З 1993 по 2000 рік він був академічним директором Науково-дослідного інституту миру в Ґіват-Гавіві й головою Інституту палестинських досліджень Еміля Туми.
Паппе покинув Ізраїль у 2007 році, щоби зайняти свою посаду в Ексетері, після того, як підтримав бойкот ізраїльських університетів, що змусило президента Хайфського університету закликати до його відставки. Паппе сказав, що йому «все важче жити в Ізраїлі» з його «небажаними поглядами та переконаннями». В інтерв’ю катарській газеті, пояснюючи своє рішення, він сказав: «Мене бойкотували в моєму університеті, і були спроби вигнати мене з роботи. Мені щодня дзвонять люди з погрозами. Мене не сприймають як загрозу для Ізраїльського суспільства, але мій народ вважає, що я божевільний, що мої погляди не мають значення. Багато ізраїльтян також вважають, що я працюю на арабів». З 2009 року він почав працювати професором історії в Ексетері й став директором Європейського центру вивчення Палестини. 

### Суперечка Каца
Паппе публічно підтримав магістерський диплом студента Хайфського університету Тедді Каца, що отримав найвищі відзнаки. У дипломі йшлося про те, що Ізраїль вчинив різанину в палестинському селі Тантура під час війни 1948 року, на основі інтерв’ю з арабськими жителями села та з ізраїльським ветераном операції. Ні ізраїльські, ні палестинські історики раніше не фіксували жодного подібного випадку, який Мейрав Вурмсер назвав «вигаданою різаниною». За словами Паппе, «історію про Тантуру вже розповідали раніше, ще в 1950 році... Вона з’являється в мемуарах відомого хайфського діяча Мухаммада Німра аль-Хатіба, який через кілька днів після битви записав свідчення палестинця». У грудні 2000 року ветерани бригади Александроні подали до суду на Каца за наклеп, і після того, як було заслухано свідчення, він відмовився від своїх звинувачень щодо різанини. Через дванадцять годин він відкликав свою відмову. Під час судового розгляду адвокати ветеранів вказали на те, що вони назвали розбіжностями між записаними інтерв’ю Каца та описами в дисертації Каца.
Кац переглянув свою дисертацію, і після суду університет призначив комісію для її перевірки. Після перегляду записаних інтерв’ю та виявлення розбіжностей між ними та тим, що було написано в дисертації, Кацу дозволили подати переглянуту дисертацію. Паппе продовжує захищати і Каца, і його дисертацію. Том Сегев та інші стверджували, що в тому, що описав Кац, є частка правди. За словами ізраїльського нового історика Бенні Морріса: «Немає однозначних доказів широкомасштабної різанини в Тантурі, але там були скоєні військові злочини».
У січні 2022 року фільм Алона Шварца «Тантура» показали на конкурсі документальних фільмів світу Sundance Film Festival 2022. У ньому колишні ізраїльські солдати визнали, що в 1948 році в Тантурі сталася різанина. Один колишній військовослужбовець заявив: «Вони замовчували це. Жертви бійні були поховані під місцем, де сьогодні знаходиться стоянка пляжу Дор, на території розміром 35×4 метри». Адам Раз прокоментував у Haaretz, що була публічна дискусія з цього приводу, у якій Йоав Гелбер намагався дискредитувати тезу Каца, а Паппе захищав тезу. Раз сказав: «З появою свідчень у фільмі Шварца, я думаю, дебати можна вважати завершеними».

## Політичний активізм
1999 року Паппе балотувався на виборах до Кнесету як сьомий у списку Хадаша, очолюваного Комуністичною партією.
Упродовж багатьох років політичної активності Паппе підтримує економічні й політичні бойкоти Ізраїлю, включно з академічним бойкотом. Він вважає, що бойкоти виправдані, тому що «ізраїльська окупація є динамічним процесом, і він стає гіршим з кожним днем. Асоціація університетських викладачів може вирішити стояти осторонь і нічого не робити, або стати частиною історичного руху, схожого на кампанію проти апартеїду в Південній Африці, що може допомогти нам рухатися вперед до порятунку як палестинців, так і ізраїльтян від катастрофи, що насувається, єдиним життєздатним і ненасильницьким шляхом».
If it is possible Israel's conduct in 1948 would be brought onto the stage of international tribunals; this may deliver a message even to the peace camp in Israel that reconciliation entails recognition of war crimes and collective atrocities. This cannot be done from within, as any reference in the Israeli press to expulsion, massacre or destruction in 1948 is usually denied and attributed to self hate and service to the enemy in times of war. This reaction encompasses academia, the media and educational system, as well as political circles.
У результаті тодішній президент Хайфського університету Аарон Бен-Зеєв закликав Паппе піти у відставку, сказавши: «це доречно для того, хто закликає до бойкоту свого університету, самому застосувати бойкот». Він сказав, що Паппе не буде піддано остракізму, оскільки це підірве академічну свободу, але він повинен піти добровільно. Того ж року Паппе ініціював проведення щорічних конференцій на тему ізраїльського права на повернення, що закликали до безумовного права на повернення палестинських біженців, вигнаних у 1948 році.
У серпні 2015 року Паппе підписався під листом, у якому критикувалося повідомлення The Jewish Chronicle, де йшлося про зв'язок Джеремі Корбіна з ймовірними антисемітами. У 2023 році він стверджував, що Ізраїль чинить «послідовний ґеноцид» палестинського народу. Під час війни Ізраїлю та ХАМАСу 2023 року Паппе знову підтвердив свою опозицію до сіонізму, написавши, що «це насильство не є новим явищем», і закликав до «десіонізованої, звільненої й демократичної Палестини від річки до моря». Він закликав ізраїльський уряд провести обмін полоненими, щоби звільнити заручників, яких утримує ХАМАС. Коментарі Паппе після атаки ХАМАСу на Ізраїль у 2023 році викликали критику з боку The Telegraph і частини студентів Ексетерського університету, а саме заяву про те, що він захоплювався мужністю та здатністю бойовиків ХАМАСу захопити військові бази в Ізраїлі й відхилив твердження, що ХАМАС є терористичною організацією, хоча напад він засудив.

## Критична оцінка
Ізраїльський вчений Еммануель Сіван, рецензуючи політичну біографію Паппе про родину аль-Хусайні 2003 року, високо оцінив трактування в книзі розвитку палестинського націоналізму й вигнання Хаджа Аміна в Німеччину, але критикував точку зору щодо візиту муфтія до німецького консула й недостатню увагу до постаті Фейсала Хусейні.
У рецензії для Arab Studies Quarterly Сейф Дана описав книгу Паппе «Етнічна чистка Палестини» 2006 року як «дуже задокументовану розповідь про події» навколо Накби й приклад «серйозної наукової роботи, яку міг створити лише віртуозний історіограф». Arab Studies Quarterly також високо оцінив книгу Паппе «Десять міфів про Ізраїль» 2017 року, описавши її як «добре задокументовану» і «неоціненний і сміливий внесок» «проникливого» історика. У рецензії для журналу Global Governance Рашмі Сінґх високо оцінив книгу Паппе «Ідея Ізраїлю» 2014 року як «мужнє та непохитне дослідження ролі сіонізму у створенні [...] держави Ізраїль».
Урі Рам, професор Університету Бен-Ґуріона, написав рецензію на «Етнічну чистку Палестини» для журналу Middle East Journal і описав книгу як «найважливішу та сміливу книгу, яка кидає виклик ізраїльській історіографії та колективній пам’яті та, що ще важливіше, ізраїльській совісті". Цю ж книгу рецензував Г’ю Стедмен для New Zealand International Review. Він назвав книгу Паппе «визначальним документом про операцію кесаревого розтину, завдяки якій народилася держава Ізраїль» і «необхідною до прочитання» для тих, хто хоче побачити «мирний і міжнародно прийнятний близькосхідний дім для євреїв». 
Серед тих, хто критикує його роботу, є Бенні Морріс (який назвав деякі твори Паппе «повною вигадкою» і сказав, що він «у кращому випадку... один із найнеохайніших істориків у світі; у гіршому — один із найнечесніших»)   Ефраїм Карш і активіст Герберт Лондон, а також професори Даніель Гутвейн і Йосі Бен-Арці  з Хайфського університету. Паппе відповів на цю критику, засудивши Морріса за дотримання «огидних расистських поглядів щодо арабів загалом і палестинців зокрема».
У серпні 2021 року, після перекладу його книги «Етнічна чистка Палестини» на іврит, історик Адам Раз опублікував рецензію в Haaretz, критикуючи Паппе як історика, чия робота «страждає від недбалості, маніпуляцій і помилок, а результат не є серйозним дослідженням». У статті Раз наводить різні приклади «брехні», неточностей і відсутності джерел для різних тверджень Паппе, найпомітнішою з яких є заява останнього про те, що «зґвалтування відбувалися в кожному селі», не посилаючись на джерело. ігнорування публікацій, які суперечать цьому твердженню, таких як дослідження Таля Ніцана: «Межі окупації: рідкість військового зґвалтування в ізраїльсько-палестинському конфлікті». Назва статті «Вибіркове читання» стосується, серед іншого, такого прочитання щоденників Теодора Герцля та Бен-Гуріона, Берла Каценельсона та Ізраеля Галілі. Ця критика узгоджується з критикою інших істориків, таких як Морріс і Йоав Гелбер.

## Опубліковані праці

### Книги
- The Biggest Prison on Earth: A History of the Occupied Territories. London: Oneworld Publications. 2017. ISBN 978-1-85168-587-5. Архів оригіналу за 14 жовтня 2023.
- Ten Myths About Israel. New York: Verso. 2017. ISBN 9781786630193
- (with Noam Chomsky) On Palestine. Chicago: Haymarket Books. 2015. ISBN 978-1-60846-470-8.
- The Idea of Israel: A History of Power and Knowledge. New York: Verso. 2014.
- "The Boycott Will Work: An Israeli Perspective" in Audrea Lim (ed.) The Case for Sanctions Against Israel. London & Brooklyn, NY: Verso. 2012.
- The Forgotten Palestinians: A History of the Palestinians in Israel. New Haven, CT: Yale University Press. 2011.
- (with Noam Chomsky) Gaza in Crisis: Reflections on Israel's War Against the Palestinians (Hamish Hamilton, 2010). ISBN 978-0-241-14506-7
- Out of the Frame: The Struggle for Academic Freedom in Israel. London: Pluto Press. 2010.
- The Rise and Fall of a Palestinian Dynasty: The Husaynis, 1700–1948. London: Saqi Books. 2010.
- The Ethnic Cleansing of Palestine (London and New York: Oneworld, 2006). ISBN 1-85168-467-0
- The Modern Middle East (London and New York: Routledge, 2005). ISBN 0-415-21409-2
- A History of Modern Palestine: One Land, Two Peoples (Cambridge University Press, 2004), ISBN 0-521-55632-5
- (With Jamil Hilal). Parlare Con il Nemico, Narrazioni palestinesi e israeliane a confronto (Milano: Bollati Boringhieri, 2004).
- The Aristocracy: The Husaynis; A Political Biography (Jerusalem: Mossad Byalik, (Hebrew), 2003).
- The Israel-Palestine Question (London and New York: Routledge, 1999; 2006). ISBN 0-415-16948-8
- (with M. Maoz). History From Within: Politics and Ideas in Middle East (London and New York: Tauris, 1997). ISBN 1-86064-012-5
- (with J. Nevo). Jordan in the Middle East: The Making of a Pivotal State (London: Frank Cass, 1994). ISBN 0-7146-3454-9
- The Making of the Arab-Israeli Conflict, 1947–1951 (London and New York: I.B. Tauris, 1992; 1994). ISBN 1-85043-819-6
- Britain and the Arab-Israeli Conflict, 1948–1951 (London: St. Antony's College Series, Macmillan Press; New York: St. Martin's Press, 1988). ISBN 0-312-01573-9

### Статті
- "What drives Israel?", Essay of the week, Herald Scotland (6 June 2010). [retrieved 23 February 2012].
- "Towards a Geography of Peace: Whither Gaza?", The Electronic Intifada (18 June 2007).
- "Calling a Spade a Spade: The 1948 Ethnic Cleansing of Palestine" [Архівовано 5 червня 2016 у Wayback Machine.], article in al-Majdal Magazine (Spring 2006). [retrieved 17 May 2007].
- "Back the boycott," The Guardian, (24 May 2005).
- "Haj Amin and the Buraq Revolt", Jerusalem Quarterly, Issue 18 (June 2003). [retrieved 23 February 2012]
- "The '48 Nakba & The Zionist Quest for its Completion" [Архівовано 8 лютого 2019 у Wayback Machine.], Between The Lines (October 2002). [retrieved 23 February 2012].
- "The Husayni Family Faces New Challenges: Tanzimat, Young Turks, the Europeans and Zionism 1840–1922, Part II", Jerusalem Quarterly, Issue 11–12 (Winter-Spring 2001). [retrieved 23 February 2012]
- Ilan Pappé, "The Tantura Case in Israel: The Katz Research and Trial," Journal of Palestine Studies, Vol. 30, No. 3 (Spring 2001), pp. 19–39. [retrieved 23 February 2012].
- Ilan Pappé, "The Rise and Fall of the Husainis (Part 1)," Jerusalem Quarterly, Issue 10 (Autumn 2000).
- Ilan Pappé, "Review Essay, Israeli Television's Fiftieth Anniversary "Tekumma" Series: A Post-Zionist View?," Journal of Palestine Studies, Vol. 27, No. 4 (Summer 1998), pp. 99–105, Institute for Palestinian Studies.
- Ilan Pappé, Destruction of al-Aqsa is no conspiracy theory, The Electronic Intifada, 10 November 2015.